# متقلبات بيتا
المتقلبات البيتا (الاسم العلمي:Betaproteobacteria) هي طائفة من البكتيريا تتبع شعبة المتقلبات. كباقي البكتيريا البروتينية هي سلبية الغرام.

## التصنيف
- البيركهولدريات
  - البيركهولدرات
    - البيركهولدرية